# Transport ferroviaire dans les Pyrénées-Orientales

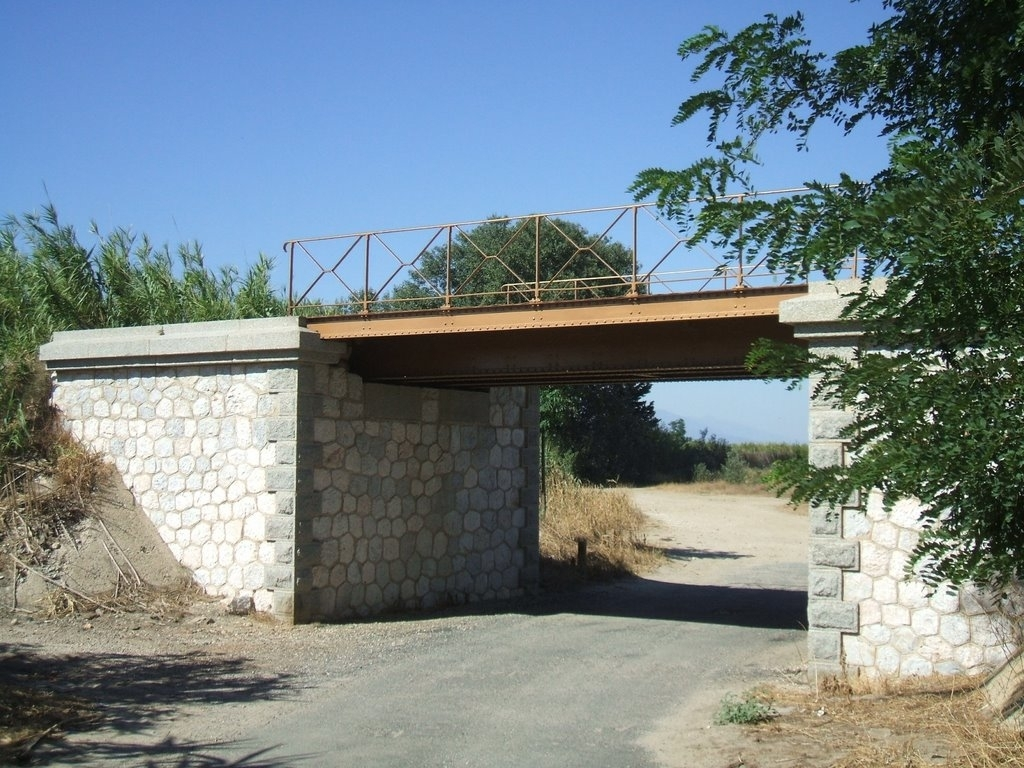
Pont-rail restauré au sud de Claira, sur l'ancienne ligne CPO Rivesaltes - Le Barcarès

Pour un article plus général, voir Transports dans les Pyrénées-Orientales.

## Lignes (infrastructures)

### Lignes de la Compagnie des Chemins de Fer du Midi, devenues lignes SNCF
- Ligne de Narbonne à Port-Bou (frontière)
- Ligne de Perpignan à Villefranche - Vernet-les-Bains
- Ligne d'Elne à Arles-sur-Tech
- Ligne de Carcassonne à Rivesaltes
- Ligne de Portet-Saint-Simon à Puigcerda (frontière) (Transpyrénéen oriental)
- Ligne de Cerdagne

### Lignes du Chemin de Fer des Pyrénées-Orientales (CFPO)
La Société des Chemins de fer des Pyrénées Orientales était une ancienne compagnie qui exploitait un réseau de voies ferrées d'intérêt local, à écartement normal dans la plaine littorale et à voie métrique dans le Vallespir. C'était une filiale de la Compagnie des Chemins de fer du Midi.

Le réseau de 90 kilomètres se répartissait comme suit (toutes les lignes ont été déposées et déclassées) :
- Réseau de plaine
  - Ligne de Perpignan au Barcarès
  - Ligne de Pia à Baixas
  - Ligne de Perpignan à Thuir (fermée en 1994, itinéraire réutilisé depuis par une piste cyclable)
- Réseau de montagne
  - Ligne d'Arles-sur-Tech à Prats-de-Mollo (fermée en 1937, infrastructure détruite, en partie, par l'aiguat de 1940)
  - embranchement vers Saint-Laurent-de-Cerdans à Manyaques

### Lignes TGV
- Ligne de Perpignan à Figueras (achevée en 2009, mise en service en 2013)

- Ligne nouvelle Montpellier - Perpignan (en projet : ouverture horizon 2030 ou plus tard)

## Gares
Les gares du département sont ici listées par ligne :

### Ligne de Narbonne à Port-Bou

#### Gares SNCF en service
- Salses
- Rivesaltes
- Perpignan (correspondance vers Villefranche-Vernet-les-Bains)
- Elne
- Argelès-sur-Mer
- Collioure
- Port-Vendres-Ville
- Banyuls-sur-Mer
- Cerbère

#### Gares désaffectées
- Corneilla
- Palau-del-Vidre
- Le Racou
- Port-Vendres-Quais (située en queue de raccordement spécial)
- Paulilles

### Ligne de Perpignan à Villefranche-de-Conflent

#### Gares SNCF en service
- Perpignan (nombreuses destinations)
- Le Soler
- Saint-Féliu-d'Avall
- Millas
- Ille-sur-Têt
- Vinça
- Marquixanes
- Prades - Molitg-les-Bains
- Ria
- Villefranche - Vernet-les-Bains (correspondance vers Latour de Carol)

#### Gare de marchandises
- Perpignan-Roussillon

#### Gares désaffectées
- Néfiach
- Bouleternère
- Domanova-Rodès

### Ligne de Elne à Arles-sur-Tech

#### Gares de marchandises
- Le Boulou - Perthus
- Saint-Jean-Pla-de-Corts

#### Gares désaffectées
- Elne (correspondances vers Toulouse-Matabiau, Cerbère, Narbonne, Nîmes et Avignon-Centre)
- Ortaffa
- Brouilla
- Banyuls-dels-Aspres
- Céret
- Amélie-les-Bains-Palalda
- Arles-sur-Tech

### Ligne d'Arles-sur-Tech à Prats-de-Mollo

#### Gares désaffectées
- Arles-sur-Tech
- Pas-du-Loup
- Manyaques
- Le Tech
- Prats-de-Mollo
- Embranchement vers La Farga del Mig et Saint-Laurent-de-Cerdans

### Ligne de Portet à Puigcerda

#### Gares SNCF en service
- Porté-Puymorens
- Latour-de-Carol-Enveitg (correspondance vers Villefranche - Vernet-les-Bains et L'Hospitalet de Llobregat)

#### Gare désaffectée
- Porta

### Ligne de Cerdagne

#### Gares SNCF en service
- Villefranche - Vernet-les-Bains (correspondance vers Perpignan)
- Serdinya
- Joncet
- Olette - Canaveilles-les-Bains
- Nyers
- Thuès-les-Bains
- Thuès-Carença
- Fontpédrouse - Saint-Thomas-les-Bains
- Sauto
- Planès
- Mont-Louis - La Cabanasse
- Bolquère - Eyne
- Font-Romeu-Odeillo-Via
- Estavar
- Saillagousse
- Err
- Sainte-Léocadie
- Osséja
- Bourg-Madame
- Ur-Les Escaldes
- Béna-Fanès
- Latour-de-Carol - Enveitg (correspondance vers Paris-Austerlitz, Toulouse-Matabiau et L'Hospitalet de Llobregat)

### Ligne de Carcassonne à Rivesaltes

#### Gares TPCF
- Saint-Martin-Lys
- Axat
- Lapradelle-Puilaurens
- Caudiès
- Saint-Paul-de-Fenouillet
- Maury
- Estagel
- Cases-de-Pène
- Espira-de-l'Agly

- Rivesaltes (gare SNCF)

#### Gares de marchandises
- Lapradelle
- Caudiès
- Saint-Paul-de-Fenouillet
- Cases-de-Pène
- Espira-de-l'Agly

### Ligne de Perpignan au Barcarès

#### Gares désaffectées
- Perpignan (nombreuses correspondances)

- Perpignan-Vernet
- Bompas
- Pia
- Claira
- Saint-Hippolyte
- Saint-Laurent-de-la-Salanque
- Le Barcarès

### Ligne de Pia à Baixas

#### Gares abandonnées
- Pia
- Rivesaltes (nombreuses correspondances)
- Peyrestortes
- Baixas

### Ligne de Perpignan à Thuir
Début commun avec la ligne de Perpignan à Villefranche - Vernet-les-Bains

#### Gares désaffectées
- Toulouges
- Canohès
- Ponteilla
- Llupia-Terrats
- Thuir

## Liaisons commerciales voyageurs

### TGV inOui
- Paris-Lyon à Barcelone-Sants
- Bruxelles-Midi à Perpignan

### AVE
La fin en 2022 des services Renfe-SNCF en Coopération a entraîné l'arrêt des services AVE desservant Perpignan et le reliant à l'Espagne.
- Marseille-Saint-Charles à Madrid-Atocha  (liaison interrompue depuis 2022)
- Lyon-Part-Dieu à Barcelone-Sants  (liaison interrompue depuis 2022)
- Toulouse-Matabiau à Barcelone-Sants  (liaison interrompue depuis 2020)

### TER Occitanie
Il remplace l'ancien réseau TER Languedoc-Roussillon.
Il comporte 20 lignes ferroviaires et 43 lignes d'autocars qui desservent l'ensemble de la Région Occitanie.